# ОШ „Карађорђе Петровић” Крушевица
ОШ „Карађорђе Петровић” у Крушевици, једна је од установа основног образовања на територији општине Власотинце.

## Историјат
Школа је основана 1858. године на иницијативу руског конзула у Цариграду и била је манастирског типа. Прво отварање школе је било попраћено ферманом турског везира. Школа је била у црквеним конацима постојеће цркве у Крушевици. Ту су деца становала, служила у цркви и одлазила четвртком да се преобуку. Децу су учили свештеници. Школу су тада похађала деца из села: Бољаре, Црнатово, Била, Равног Дела, Доњег Дејана, Џакмонова, Златићева, Свођа, Брезовице, Горњег Ораха и Доњег Гара. Школа је подигнута средствима цркве. Школа се помиње у извештају из 1878. године. Иако је имала лепу зграду код месне цркве, није радила 1879. године због недостатка учитеља.
Први световни учитељ био је Јован Биволаревић из Лесковца. Убијен је од Бугара за време Првог светског рата. У време после Првог светског рата запаженији учитељ био је Мирко Тепавац. До 1948. године био је учитељ Александар Ђокић. Школа је мењала назив - до 1934. године са називом „Основна школа крушевачка, срез власотиначки, бановина вардарска“. Име „Карађорђе Петровић“ добила 1934. године, и задржала га до данас. После Другог светског рата најдуже су били учитељи Михајло и Десанка Вујић из Аранђеловца. Школа је радила са шест, потом са осам разреда са истуреним одељењима у селима: Равни Дел, Црнатово, Бољаре, Доњи Дејан. Због миграције становништва крајем 20. века и почетком 21. века број ученика се нагло смањио. Хронолошки записи догађаја у школи су сачињени у Летопису школе.